# Caudron R.4
Il Caudron R.4 fu un bimotore da ricognizione biplano sviluppato dall'azienda aeronautica francese Société des avions Caudron negli anni dieci del XX secolo.
Sviluppato per sopperire alle carenze del precedente ed anticonvenzionale Caudron G.4, venne adottato dall'Aviation militaire, la componente aerea dell'Armée de terre (l'esercito francese), ed utilizzato durante le fasi iniziali della prima guerra mondiale.

## Storia del progetto
Dopo che, durante il servizio con la forza aerea francese, il ricognitore bimotore biplano G.4 progettato dai fratelli René e Gaston Caudron si rivelò dotato di prestazioni non perfettamente all'altezza della situazione, i due fratelli decisero di avviare lo sviluppo di un nuovo modello in grado di ricoprire anche il ruolo di bombardiere. Mentre il precedente disegno era stato principalmente basato su un'idea di Gaston, il nuovo modello venne concettualmente pianificato da René (da questo il suffisso G ed R nelle designazioni aziendali). René decise di abbandonare l'impostazione a doppia trave di coda, costituita da una coppia di strutture tubolari che fungevano da supporto ad un ampio impennaggio bideriva dall'unico elemento orizzontale, per una soluzione più convenzionale, adottando cioè in sostituzione della gondola centrale una fusoliera dal naso di forma ogivale. Questa soluzione era apparentemente più vantaggiosa in termini di pulizia aerodinamica e nelle convinzioni di René Caudron questo si sarebbe tradotto in un aumento di velocità massima e di raggio d'azione.
I lavori di sviluppo si concretizzarono nel prototipo identificato come R.4, portato in volo per la prima volta nel giugno 1915, tuttavia il modello non riuscì a soddisfare le aspettative del suo creatore. Le prove che si susseguirono determinarono che l'R.4 era impegnativo nella guida e tendente ad entrare in vite. Inoltre non era in grado di trasportare un maggior carico bellico del suo predecessore e in condizioni operative le prestazioni risultavano pressoché identiche, anzi la velocità di salita risultava addirittura inferiore, ciò presumibilmente dovuto all'impossibilità di disporre di unità propulsive più potenti dei due motori Renault da 130 CV. Benché sottopotenziato l'R.4 riusciva tuttavia, senza alcun carico di bombe, a raggiungere prestazioni accettabili, così i vertici dell'esercito francese decisero di adottare comunque il modello destinandolo a missioni di ricognizione aerea, tanto più che le due postazioni armate di mitragliatrici brandeggiabili costituivano una buona difesa in caso di attacco aereo nemico.

## Tecnica
L'R.4 era un velivolo di impostazione, per il periodo e per la tipologia di velivolo, convenzionale: costruzione interamente lignea, bimotore triposto con velatura biplana e carrello fisso.
La fusoliera, realizzata con struttura in legno e ricoperta in tela trattata, presentava tre abitacoli aperti posti in tandem, l'anteriore posizionato sul naso, destinato al primo mitragliere, il secondo, posto appena dopo il bordo di uscita alare, occupato dal pilota ed il posteriore all'osservatore con funzione anche di mitragliere di coda. Posteriormente terminava in un impennaggio classico monoderiva dotato di piani orizzontali controventati.
La configurazione alare era biplano-sesquiplana, composta dall'ala superiore, montata alta a parasole, di apertura leggermente maggiore dell'inferiore, montata bassa sulla fusoliera, collegate la prima alla parte superiore della fusoliera tramite un castello tubolare e tra loro da una quintupla coppia di montanti per lato, i quattro più interni che costituivano un castello tubolare con funzione di supporto per le gondole motore.
Il carrello d'atterraggio era un triciclo anteriore fisso, con gli elementi costituiti da un carrello monoruota anteriore più i due posizionati sotto le ali composti di carrellini dotati di ruote binate collegate tra loro da un assale rigido, il tutto integrato da un pattino d'appoggio posteriore, ammortizzato e posizionato sotto la coda.
La propulsione era generalmente affidata ad una coppia di motori Renault 12D, degli 8 cilindri a V raffreddati a liquido in grado di esprimere una potenza pari a 130 CV (96 kW) ciascuno, posizionati nelle gondole tra i montanti interalari più interni ed abbinati ad eliche bipala in legno a passo fisso.
L'armamento difensivo consisteva in un paio di mitragliatrici Lewis calibro 7,7 mm collocate sulla postazione anteriore, sul naso, e posteriore, dietro al pilota, entrambe montate su supporto brandeggiabile. Quello offensivo, quando lo richiedeva la missione, in un carico pari a 100 kg in bombe da caduta.

## Impiego operativo
L'R.4 venne adottato dai reparti di bombardamento dell'esercito francese fin dal 1915 ma nei primi due mesi di operazioni sul fronte occidentale le perdite inflitte dalla caccia della tedesco imperiale Luftstreitkräfte furono pesanti. Analizzando i profili di missione si determinò che, in condizioni di pieno carico bellico, oltre alla già conosciuta difficoltà a prendere quota era fatale la sua ridotta manovrabilità.
Venne deciso allora di cambiarne l'utilizzo in aereo di osservazione e ricognizione con il compito di cooperare con le forze di terra nel dare informazioni sul dislocamento delle forze nemiche e nel comunicare l'efficacia o la necessità di un miglior puntamento dell'artiglieria, proseguendo il suo incarico operativo fino al 1917, anno in cui venne progressivamente rilevato dal Letord Let.1.

## Utilizzatori
Francia
- Aviation militaire